# Mystropetalon thomii
Mystropetalon thomii är en tvåhjärtbladig växtart som beskrevs av William Henry Harvey. Mystropetalon thomii ingår i släktet Mystropetalon och familjen Balanophoraceae. Inga underarter finns listade i Catalogue of Life.